# Kangaarsuk (Paamiut)
Kangaarsuk [kaˈŋɑːsːuk] (nach alter Rechtschreibung Kangârssuk) ist eine wüst gefallene grönländische Siedlung im Distrikt Paamiut in der Kommuneqarfik Sermersooq.

## Lage
Kangaarsuk befindet sich in einer kleinen Bucht auf einer flachen Halbinsel am nördlichen Ufer der Mündung des Fjords Sermiligaarsuk. Von Kangaarsuk aus sind es 43 k nach Südosten bis nach Arsuk. Paamiut befindet sich 69 km nordwestlich.

## Geschichte
Kangaarsuk wurde in der Mitte des 19. Jahrhunderts als Udsted gegründet. Damals lebten rund 40 Menschen in Kangaarsuk, was bedeutete, dass der Ort für einen Udsted ausgesprochen klein war. Er erscheint nicht mehr in der Volkszählung 1901, sodass davon auszugehen ist, dass Kangaarsuk bereits im 19. Jahrhundert wieder aufgegeben wurde. 1920 wurde erwähnt, dass dort nur noch Ruinen zu finden sind.